# ショートストーリーなごや
ショートストーリーなごやは、名古屋市や中日新聞社、スターキャット・ケーブルネットワーク、愛知国際放送で構成する「ショートストーリーなごや実行委員会」が主催する、名古屋を舞台にした短編映画の企画制作イベントである。原作となる短編小説と映画監督をそれぞれ別に公募しコンテスト形式で決定するもので、2007年（平成19年）に最初の小説募集が実施され、以降毎年1回の募集が行なわれている。
審査員は、名古屋出身の熊澤尚人監督（『おと・な・り』）などが勤める。

## 受賞作品
第1回受賞作品
- 大賞『カヲリの椅子』（舞台：円頓寺）
- 佳作『街灯りの向こうに』（舞台：名古屋駅、名古屋テレビ塔）
- 佳作『熊の神』（舞台：栄）

第2回受賞作品
- 大賞『星の降る丘』（舞台：平和公園）
- 佳作『ガーデン埠頭』（舞台：ガーデン埠頭）
- 佳作『ババナナ・ジェラード』（舞台：名古屋市農業センター）

第3回受賞作品
- 大賞『揺れに揺られて、揺られてゆらり』（舞台：名古屋市営地下鉄名城線、金山駅）
- 佳作『桜の街のドーナツショップ』（舞台：藤が丘駅周辺）
- 佳作『記憶のひとしずく』（舞台：西区の映画館）

第4回受賞作品
- 大賞『ハトビト』（舞台：大須観音、仁王門通り・東仁王門通り）
- 佳作『鈴の音』（舞台：名駅南三丁目交差点、富田公園）
- 佳作『新堀川の上で』（舞台：高辻公園、新堀川の立石橋周辺）

第5回受賞作品
- 大賞『過去を描いた伊藤さんの話』（舞台：栄）
- 佳作『キスナナ the Final』（舞台：名駅内マーメイドカフェ、名鉄メンズ館前、ナナちゃん周辺）
- 佳作『矢田川のバッハ』（舞台：東区の宮前橋近くの矢田川岸辺）

第6回受賞作品
- 大賞『なごやの喫茶店』（舞台：名古屋駅周辺、名古屋駅）
- 佳作『ばあちゃんのパンツ』（舞台：大須商店街、大須観音）
- 佳作『点の世界』（舞台：港図書館）

第7回受賞作品
- 大賞『八月十六日の散歩』（舞台：北区中切町、黒川本通）
- 佳作『プラネタリウムと冬の月』（舞台：名古屋市科学館、白川公園）
- 佳作『笑門来福（しょうもんらいふく）』（舞台：大須演芸場）